# کرم‌شناسی پزشکی
کرم‌شناسی پزشکی کتابی از فریدون ارفع است که در سال ۱۳۵۱ منتشر و برندهٔ جایزه کتاب سال سلطنتی شد.